# Ipomoea habeliana
Ipomoea habeliana är en vindeväxtart som beskrevs av Oliver. Ipomoea habeliana ingår i släktet praktvindor, och familjen vindeväxter. Inga underarter finns listade i Catalogue of Life.